# Astraea aureomarginata
Astraea aureomarginata är en törelväxtart som först beskrevs av Robert Hippolyte Chodat och Emil Hassler, och fick sitt nu gällande namn av Paul Edward Berry. Astraea aureomarginata ingår i släktet Astraea och familjen törelväxter.
Artens utbredningsområde är Paraguay. Inga underarter finns listade i Catalogue of Life.